# Boguslawsky (månekrater)
Boguslawsky er et nedslagskrater på Månen. Det befinder sig på Månens forside nær den sydlige rand, så perspektivisk forkortning får det til at synes aflangt, når det ses fra Jorden. Krateret er opkaldt efter den tyske astronom Palon von Boguslawsky (1789 – 1851).
Navnet blev officielt tildelt af den Internationale Astronomiske Union (IAU) i 1935. 
Observation af krateret rapporteredes første gang i 1651 af Giovanni Riccioli.

## Omgivelser
Boguslawskykrateret ligger nordvest for det lidt større Demonaxkrater og sydvest for det koncentriske Boussingaultrater .

## Karakteristika
Kraterbunden er "oversvømmet" og næsten uden særlige træk. Randen er noget nedslidt og lav. Krateret "Boguslawsky D" ligger over den østlige rand.

## Satellitkratere
De kratere, som kaldes satellitter, er små kratere beliggende i eller nær hovedkrateret. Deres dannelse er sædvanligvis sket uafhængigt af dette, men de får samme navn som hovedkrateret med tilføjelse af et stort bogstav. På kort over Månen er det en konvention at identificere dem ved at placere dette bogstav på den side af satellitkraterets midte, som ligger nærmest hovedkrateret. Boguslawskykrateret har følgende satellitkratere:
| Boguslawsky | Længde  | Bredde  | Diameter |
| ----------- | ------- | ------- | -------- |
| A           | 74,4° S | 44,3° Ø | 6 km     |
| B           | 73,9° S | 61,0° Ø | 63 km    |
| C           | 70,9° S | 27,7° Ø | 36 km    |
| D           | 72,8° S | 47,3° Ø | 24 km    |
| E           | 74,2° S | 53,6° Ø | 14 km    |
| F           | 75,3° S | 52,5° Ø | 30 km    |
| G           | 71,5° S | 34,5° Ø | 21 km    |
| H           | 72,8° S | 29,1° Ø | 19 km    |
| J           | 72,2° S | 28,9° Ø | 36 km    |
| K           | 73,5° S | 50,9° Ø | 46 km    |
| L           | 70,6° S | 36,6° Ø | 22 km    |
| M           | 70,6° S | 35,2° Ø | 9 km     |
| N           | 74,0° S | 33,3° Ø | 28 km    |

## Måneatlas
- Billeder af Boguslawskykrateret i LPI-måneatlasset